# Kanton Montfort-le-Gesnois
Kanton Montfort-le-Gesnois (fr. Canton de Montfort-le-Gesnois) je francouzský kanton v departementu Sarthe v regionu Pays de la Loire. Tvoří ho 15 obcí.

## Obce kantonu
- Ardenay-sur-Mérize
- Champagné
- Connerré
- Fatines
- Le Breil-sur-Mérize
- Lombron
- Montfort-le-Gesnois
- Nuillé-le-Jalais
- Saint-Célerin
- Saint-Corneille
- Saint-Mars-la-Brière
- Sillé-le-Philippe
- Soulitré
- Surfonds
- Torcé-en-Vallée